# Lamparcik marmurkowy
Lamparcik marmurkowy, kot marmurkowy (Pardofelis marmorata) – gatunek drapieżnego ssaka z podrodziny kotów (Felinae) w obrębie rodziny kotowatych (Felidae). Wyróżnia się 2 podgatunki. Waży prawdopodobnie 2–5 kg, cechuje się szarym do czerwonobrązowego futrem pokrytym łatami. Zamieszkuje lasy Azji Południowo-Wschodniej, tryb życia poznano słabo. Jest rzadki i bliski zagrożenia wyginięciem.

## Budowa

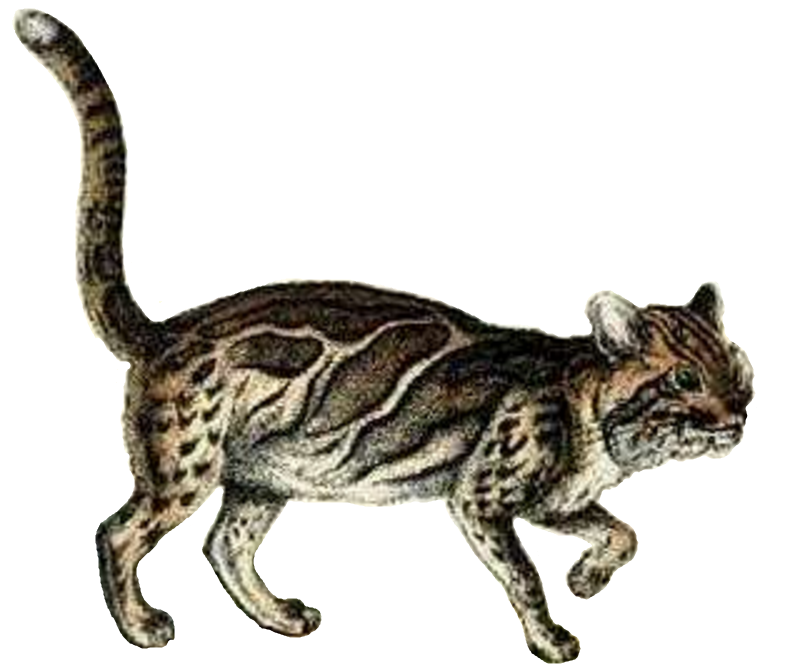
Lamparcik marmurkowy cechuje się krótką twarzą i długim ogonem

Wielkością lamparcik marmurkowy przypomina mniej więcej kota domowego.
Długość ciała (bez ogona) 45–62 cm, długość ogona 35,6–55 cm; masa ciała prawdopodobnie 2–5 kg, aczkolwiek pomiarów dokonano nielicznych.
Ciało zwierzęcia pokrywa grube futro o zmiennej barwie. Kolor może być szarobrązowy do żółtawoszarego, a nawet czerwonobrązowego. Grzbiet i boki ciała pokrywają duże łaty o ciemnych brzegach, różniące się między sobą odstępem i wielkością. Ogon pokrywa ciapkowanie, podobnie i kończyny. Podgatunek nominatywny jest bardziej szary, pokrywają go większe, odrębne łaty. Podgatunek P. m. charltonii jest natomiast bardziej ochrowobrązowy z bardziej ograniczonymi plamistymi znaczeniami.
Twarz zwierzęcia opisują autorzy jako krótką i szeroką. Widnieją na niej krótkie, zaokrąglone uszy, na tylnej stronie których znajduje się biała plamka.
Tułów lamparcika wygina się łukowato, kiedy zwierzę stoi czy też odpoczywa.
Ciało zwierzęcia wieńczy długi i bujny ogon, znacznie większy niż u zwykłego kota domowego czy u mormi. Długością może on bowiem dorównywać długości głowy i tułowia.
W kończynie zwierzęcia zwraca uwagę giętki staw skokowy, odróżniający rodzaj od mormi.

## Systematyka

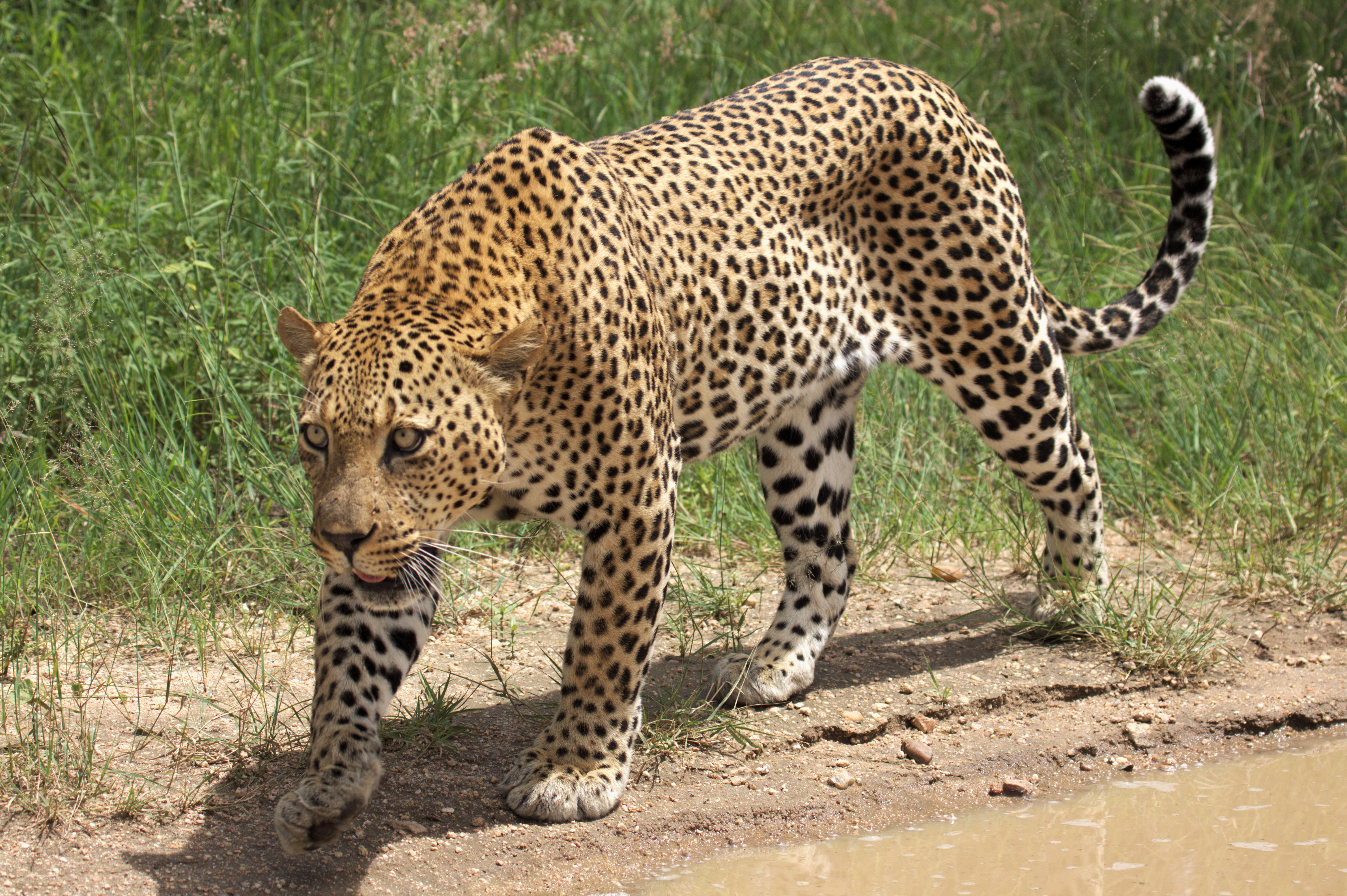
Wbrew nazwie lamparcik marmurkowy nie jest blisko spokrewniony z o wiele większym lampartem z podrodziny panter

Gatunek po raz pierwszy zgodnie z zasadami nazewnictwa binominalnego opisał w 1837 roku brytyjski przyrodnik William Charles Linnaeus Martin, umieszczając go w rodzaju Felis i nadając mu epitet gatunkowy marmorata. Miejsce typowe według oryginalnego opisu to Jawa lub Sumatra, ograniczone przez brytyjskich zoologów Herberta Robinsona i Cecila Klossa do Sumatry. Holotyp to czaszka i skóra na wpół dorosłego samca (sygnatura BMNH:Mamm:1855.12.24.254) ze zbiorów Muzeum Historii Naturalnej w Londynie. Podgatunek charltonii (jako odrębny gatunek) po raz pierwszy zgodnie z zasadami nazewnictwa binominalnego opisał w 1846 roku angielski zoolog John Edward Gray, umieszczając nowo opisany takson w rodzaju Felis i nadając mu epitet gatunkowy charltonii. Miejsce typowe to Dardżyling, Indie. Holotyp to czaszka (sygnatura BMNH:Mamm:1846.3.4.6) i skóra (sygnatura BMNH:Mamm:1846.3.17.23) samicy ze zbiorów Muzeum Historii Naturalnej w Londynie. Jedyny przedstawiciel rodzaju lamparcik (Pardofelis), który zdefiniował w 1837 roku rosyjski zoolog i podróżnik Nikołaj Siewiercow w artykule poświęconym uwagom dotyczącym wielopoziomowej klasyfikacji zwierząt mięsożernych, zwłaszcza kotowatych, i związanym z nią ogólnych badań zoologicznych, opublikowanym w czasopiśmie Revue et Magasin de Zoologie pure et Appliquée. Za rozróżnieniem podgatunków przemawiają różnice w umaszczeniu i badania genetyczne.
Johnson i inni (2006) umieszczali w tym samym rodzaju także 2 gatunki mormi (Catopuma), przez późniejszych autorów wobec pewnych podobieństw morfologicznych (choćby długie kły i ogon, szerokie stopy, ubarwienie) łączonych z panterą, czyli Neofelis, czemu jednak badania genetyczne zaprzeczyły. Obecnie więc umieszcza się lamparcika marmurkowego w monotypowym rodzaju, oba gatunki mormi wyłącza do swego własnego rodzaju, oba te rodzaje należą do podrodziny kotów, w odróżnieniu od pantery, której dwa gatunki umieszczane są w podrodzinie panter. Aczkolwiek niektórzy autorzy zaliczali rodzaj do podrodziny panter.
Autorzy Illustrated Checklist of the Mammals of the World rozpoznają dwa podgatunki.

### Etymologia
- Pardofelis: łac. pardus ‘lampart’; felis ‘kot’[25].
- Catolynx: zbitka wyrazowa nazw rodzajów: Catus Frisch, 1775 (kot) oraz Lynx Kerr, 1792 (ryś)[26].
- marmorata: łac. marmoratus ‘marmurkowaty’, od marmor, marmoris ‘marmur’, od gr. μαρμαρος marmaros ‘marmur’, od μαρμαιρω marmairō ‘połyskiwać’[27].
- charltonii: ppłk Andrew Charlton (1803–1888), oficer Bengal Light Infantry[28].

## Ewolucja
Linia lamparcika oddzieliła się od mormi około 5,5 miliona lat temu. Podgatunki oddzieliły się od siebie 2 miliony lat temu.

## Tryb życia
Tryb życia lamparcika marmurkowego nie został dobrze poznany. Zwierzę wiedzie ewidentnie nocny tryb życia. Więcej informacji Handbook of the Mammals of the World na ten temat nie podaje.
Również rozród tego kotowatego poznany został słabo, a jedyne dostępne informacje uzyskano w niewoli. Po kopulacji samica zachodzi w ciążę trwającą między 66 a 82 dni. Rocznie wydaje na świat 2 mioty, a w każdym z nich znajdują się po 2 kocięta.

## Rozmieszczenie geograficzne
Lamparcik marmurkowy zamieszkuje lasy południowej i południowo-wschodniej Azji, występując w zależności od podgatunku:
- P. marmorata marmorata – kontynentalna południowo-wschodnia Azja, od południowo-zachodniej Chińskiej Republiki Ludowej do Malezji i wysp Sumatra oraz Borneo.
- P. marmorata charltonii – region subhimalajski, od Nepalu do Mjanmy[14], w tym Assam i Bangladesz[16].

Sięga wysokości od 0 do 2500 m nad poziomem morza. IUCN podaje następujące państwa: Bangladesz, Bhutan, Brunei, Chiny, Indie, Indonezja (Kalimantan, Sumatra), Kambodża, Laos, Malezja (Sarawak, Sabah, Półwysep Malajski), Mjanma, Nepal, Tajlandia, Wietnam. Całkowy zasięg wynosi jakieś 1 500 000 km².
W Bhutanie został odnotowany w Royal Manas National Park oraz w lasach liściastych i mieszanych iglastych na wysokościach do 3810 m n.p.m. (12 500 stóp) w Jigme Dorji National Park i Wangchuck Centennial National Park.

## Ekologia

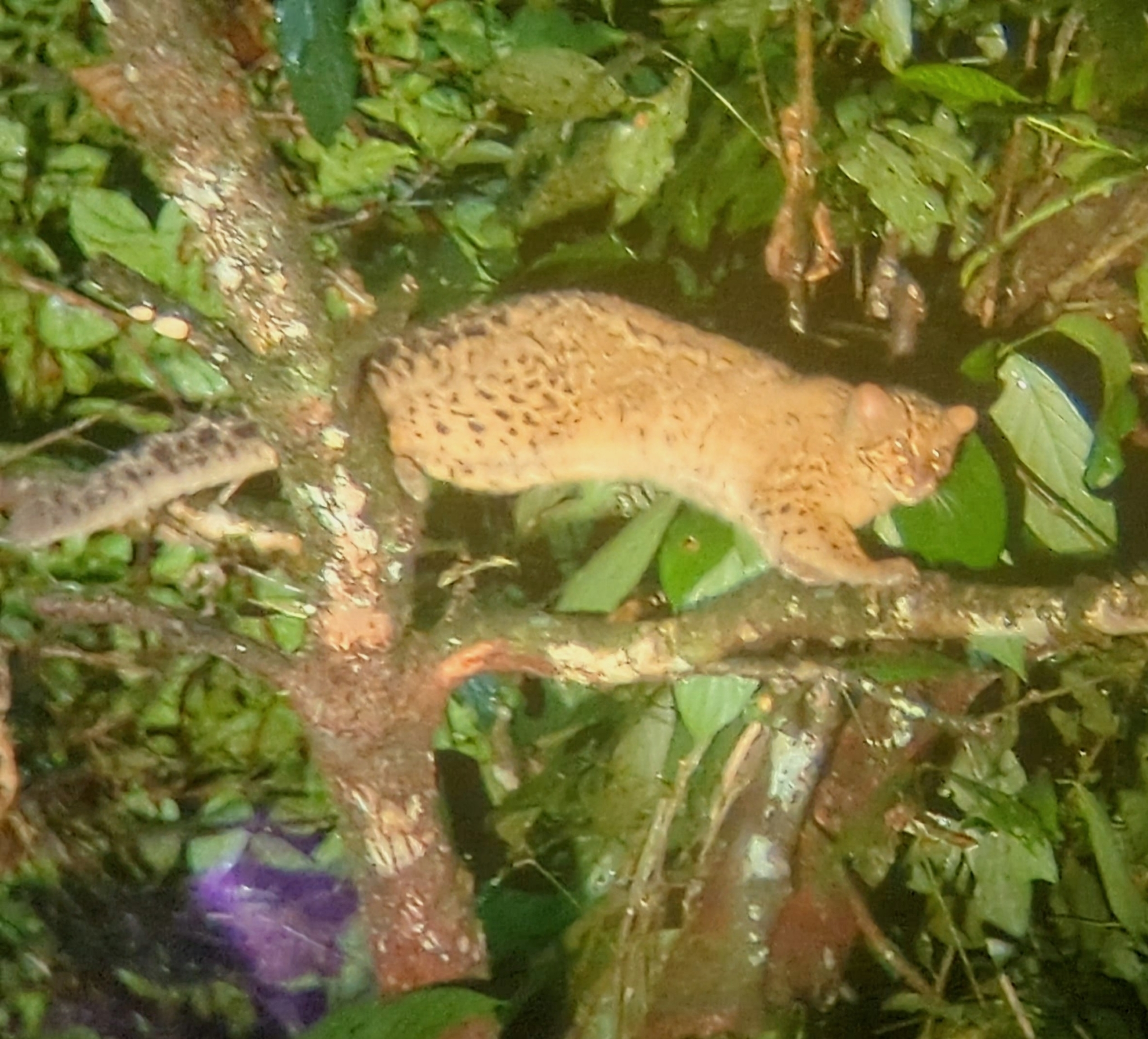
Lamparcik marmurkowy zasiedla las

Lamparcik marmurkowy zasiedla las, zwłaszcza zaś wilgotne lasy wiecznie zielone, podobnie jak znacznie większe pantera mglista czy pantera sundajska. Badacze wspominają o doniesieniach z wiecznie zielonych mieszanych lasów bambusowych Tajlandii, mieszanych lasów liściastych tegoż samego kraju, nizinnych pierwotnych lasów deszczowych i lasów wtórnych Półwyspu Malajskiego, a także z lasów dwuskrzydłowcowatych na Sarawak oraz z sześcioletniego wyrębywanego lasu na Sabah. Zwierzę widywano na drzewach, w niewoli obserwowano u lamparcika marmurkowego świetną umiejętność wspinaczki. Nadrzewnemu trybowi życia dobrze służy długi bujny ogon, stanowiąc świetną przeciwwagę.
Znaleźć można informacje, zgodnie z którymi większą część diety zwierzęcia stanowią ptaki, niemniej opierają się one jedynie na dowodach anegdotycznych. Lamparcik marmurkowy prawdopodobnie poluje także na szczury, wiewiórkowate czy też płazy bezogonowe. O łowiectwie tegoż zwierzęcia na wolności nie ma jednakowoż żadnych informacji.

## Zagrożenia i ochrona
Lamparcik marmurkowy jest rzadkim i słabo poznanym zwierzęciem. Całkowita liczebność gatunku nie jest znana, wiadomo jednak, że maleje.
IUCN po raz pierwszy wypowiedziała się o gatunku w 1986, zaliczając go jeszcze do rodzaju Felis. Status gatunku opisano wtedy jako nieokreślony (I), co utrzymano w kolejnych dwu ocenach w 1988 i 1990. W 1994 określono go jako niedostatecznie poznany (K). 2 lata później podano niewystarczające dane (DD). W 2002 status zmieniono na narażony na wyginięcie (VU), co podtrzymano w 2008. W 2015 wobec pewnego wzrostu liczebności i spadku zagrożeń status obniżono na bliski zagrożenia (NT), co IUCN pomimo pewnych wątpliwości do tej pory utrzymuje. CITES obejmuje go swym załącznikiem pierwszym.